# Calbe
Calbe es un municipio situado en el distrito de Salzland, en el estado federado de Sajonia-Anhalt (Alemania), a una altitud de 60 metros. Su población a finales de 2015 era de unos 9000 habitantes y su densidad poblacional, 160 hab/km².
El político Wilhelm Loewe (1814-1886) nació en esta localidad.